# Janum Kjøt
Janum Kjøt ved Brovst i Han Herred er en af Jyllands største vandreblokke, bragt hertil fra Norge i seneste istid. 
Stenen består af gnejs og granit og er næsten 7 meter lang og 4 meter bred, mens største højde er 3,5 meter. Vægten anslås til mellem 200 og 250 tons.
Ser man godt efter på Janum Kjøt, finder man pude-korallav (Stereocaulon evolutum), som i Norge og Sverige er meget almindelig bevoksning på klipper, men kun findes få steder i Danmark.